# Аммар ибн Ясир
Абу́ аль-Якза́н Амма́р ибн Я́сир аль-Мазхаджи (араб. عمار بن یاسر‎; 570, Мекка — 22 июля 657, Siffin) — один из сподвижников пророка Мухаммеда. Он был одним из мухаджиров, переселившихся вместе с пророком Мухаммедом в Медину.

## Биография
Его полное имя: Абу Якзан Аммар ибн Ясир ибн Амир ибн Малик аль-Мазхаджи. Его отец был родом из Йемена, а затем переехал в Мекку. Он родился в тот же год, в котором родился и пророк Мухаммед. Аммар был другом Мухаммеда ещё до начала пророчества. Его мать звали Сумайя бинт Хайят, а отца — Ясир ибн Амир.
Аммар вместе с родителями принял ислам и посещал собрания в доме аль-Аркама. Как и многие мусульмане, они подверглись жестокому обращению со стороны курайшитов. Положение семьи Аммара было ещё более тяжёлым, так как его отец не был мекканцем, а мать была служанкой Махзумитов. Хозяева Сумайи и Ясира подвергли их жестоким пыткам, чтобы они отказались от ислама, но они стойко переносили любые пытки и расценивали их как благо для себя. В конце концов их убили. Мать Аммара, убитая Абу Джахлем, считается первой мусульманской «мученицей». Сам Аммар также неоднократно подвергался унижениям и пыткам со стороны язычников. Однажды, когда Аммара пытали, он сказал то, что от него требовали многобожники. Пророк Мухаммед не осудил его, так как знал, что он сделал это под пытками.
Аммар принял участие в строительстве мечети в Медине. Он принял участие во всех сражениях мусульман со своими врагами — от битвы при Бадре, до Табука.
Аммар участвовал в битвах во время халифата Абу Бакра и Умара ибн аль-Хаттаба. В период правления халифа Абу Бакра, он воевал против вероотступников в Ямаме. Во времена Умара он стал губернатором Куфы, однако жители Куфы не приняли его как лидера, потому что он был не из племени курайшитов. Через два года его сменил Абу Муса аль-Ашари. В период правления халифа Усмана, он отправился в Египет для изучения там политической обстановки и приехал обратно к Усману с неутешительными известиями о начале мятежа в этой провинции.
При халифе Али, Аммар признал его власть и сражался на стороне халифа во время гражданской войны. Погиб 22 июля 657 года (4 сафара 37 г.х.) в битве при Сиффине.